# Georgios Altouvas

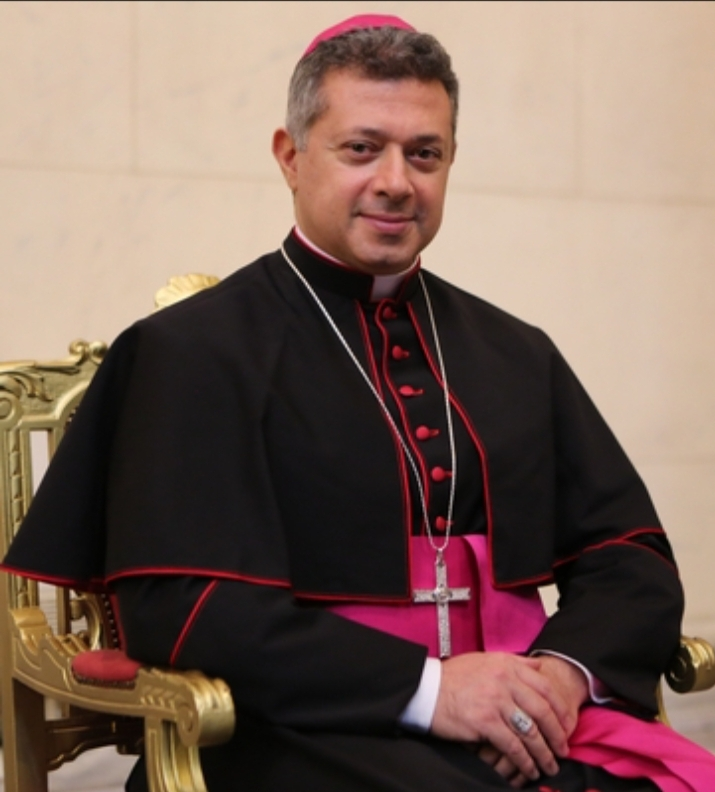
George Altouvas

Erzbischofswappen von Georgios Altouvas

Georgios Altouvas (griechisch Γεώργιος Αλτουβάς Geórgios Altouvás; * 28. September 1973 in Athen) ist ein griechischer Geistlicher sowie römisch-katholischer Erzbischof von Korfu, Zakynthos und Kefalonia und Apostolischer Administrator des Apostolischen Vikariates Thessaloniki.

## Leben
Georgios Altouvas besuchte die Schule der Maristen-Schulbrüder im Athener Stadtteil Ano Patissia. Von 1992 bis 1997 studierte Altouvas Philosophie und Katholische Theologie an der Theologischen Fakultät von Apulien. In dieser Zeit lebte er im Priesterseminar Pio XI in Molfetta. Altouvas wurde am 5. Oktober 1997 in Iraklio zum Diakon geweiht und empfing am 3. Oktober 1998 in der Kathedrale St. Dionysius Areopagita durch den Erzbischof von Athen, Nikolaos Foskolos, das Sakrament der Priesterweihe.
Nach der Priesterweihe setzte Georgios Altouvas zunächst seine Studien an der Päpstlichen Fakultät Teresianum in Rom fort, wo er 1999 ein Lizenziat im Fach Spirituelle Theologie erwarb. Anschließend war Altouvas als Seelsorger in verschiedenen Pfarreien des Erzbistums Athen tätig. Zudem war er Richter am Kirchengericht des Erzbistums Athen, Mitglied des Konsultorenkollegiums sowie nationaler Direktor der Päpstlichen Missionswerke. Seit 2015 war Georgios Altouvas Pfarrer der Kathedrale St. Dionysius Areopagita in Athen.
Am 14. September 2020 ernannte ihn Papst Franziskus zum Erzbischof von Korfu, Zante und Kefalonia sowie zum Apostolischen Administrator des Apostolischen Vikariates Thessaloniki. Der Erzbischof von Athen, Sevastianos Rossolatos, spendete ihm am 7. Februar 2021 in der Kathedrale St. Dionysius Areopagita die Bischofsweihe; Mitkonsekratoren waren der Apostolische Nuntius in Griechenland, Erzbischof Savio Hon Tai-Fai SDB, und der emeritierte Erzbischof von Athen, Nikolaos Foskolos. Die Amtseinführung erfolgte am 14. Februar desselben Jahres. Er wählte den Wahlspruch Omnia amando donantur.